# Karel van de Graaf
Karel van de Graaf (Rotterdam, 4 december 1950 – Amersfoort, 14 november 2023) was een Nederlandse radio- en televisiepresentator. Hij werkte tussen 1969 en 2007 voor de AVRO. 

## Loopbaan

### Radio

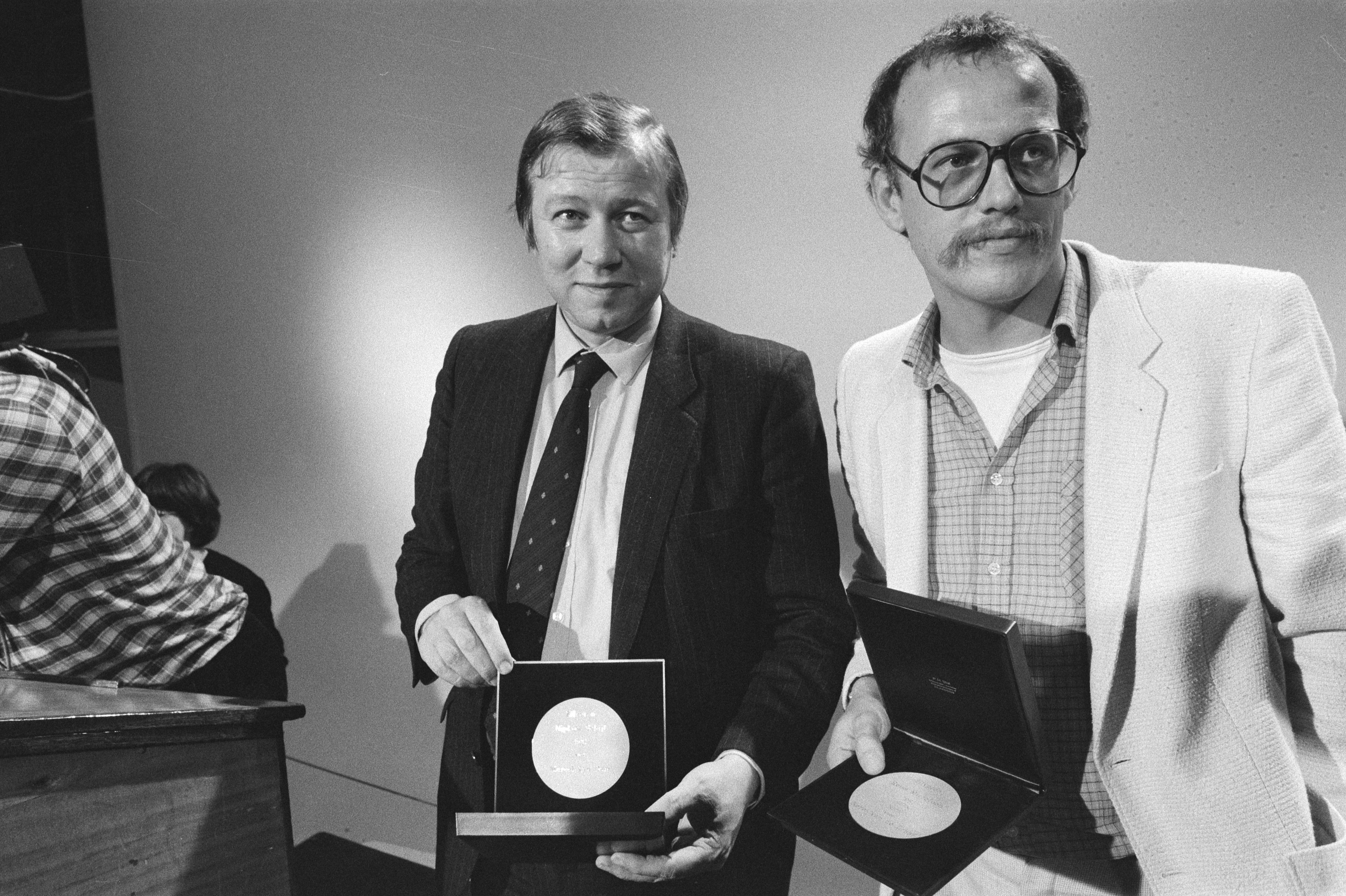
Van de Graaf in 1981 bij uitreiking van Zilveren Reissmicrofoon

Op de radio presenteerde Van de Graaf onder andere op Hilversum 1 het late avondprogramma Met het Oog op Morgen, het nachtprogramma Nachtdienst en op Hilversum 3 onder meer Als je niet opstaat, dan blijf je maar liggen (1974-1975), De Van de Graaf-generator (1978-1979) en van 1980 tot 1984 op de vroege maandagochtend Vol gas sinds 1983 de Nummerplaat.
In 1981 won hij voor zijn radiowerk de Zilveren Reissmicrofoon.

### Televisie
In de begintijd was hij assistent van Ria Bremer in het kinderprogramma Stuif es in. Vervolgens gaf hij vanuit Slagharen commentaar bij Avro's Fietscross. Van de Graaf zat bij de finishstreep in een klein hokje. Hoewel iedere televisiekijker hem als kaalhoofdig herinnerde, droeg hij in de beginjaren lange haren tot over zijn schouders.
Op televisie werd hij vooral bekend met het praatprogramma Karel (1984-1999, begonnen als Karel van de Graaf). Op 3 december 1984 interviewde hij in een rechtstreekse uitzending van dit wekelijkse praatprogramma tegenstanders van het voormalige militaire bewind in Suriname, toen iemand uit het publiek – Evert Tjon, ook bekend als Evert Wolff (overleden in 2021), chauffeur van de aan het debat deelnemende Rob Wormer – opstond en Bouterse-opponent Paul Somohardjo aanviel. Tijdens deze schermutseling brak de AVRO de uitzending af en vroeg zijn kijkers om ‘Even geduld AUB’. Nadat  de uitzending was afgebroken werden er achter de schermen twee schoten gelost.  Er viel een gewonde, maar Van de Graaf zelf bleef ongedeerd. Zijn "Heren, heren!" is de uitroep waarmee hij de kemphanen trachtte te bedaren. Overigens stond de AVRO op het punt om het programma wegens gebrek aan succes na twee maanden alweer van de buis te halen. Na het schietincident – dat wereldnieuws werd – groeiden de kijkcijfers echter dermate dat de programmaleiding terugkwam van haar voornemen.

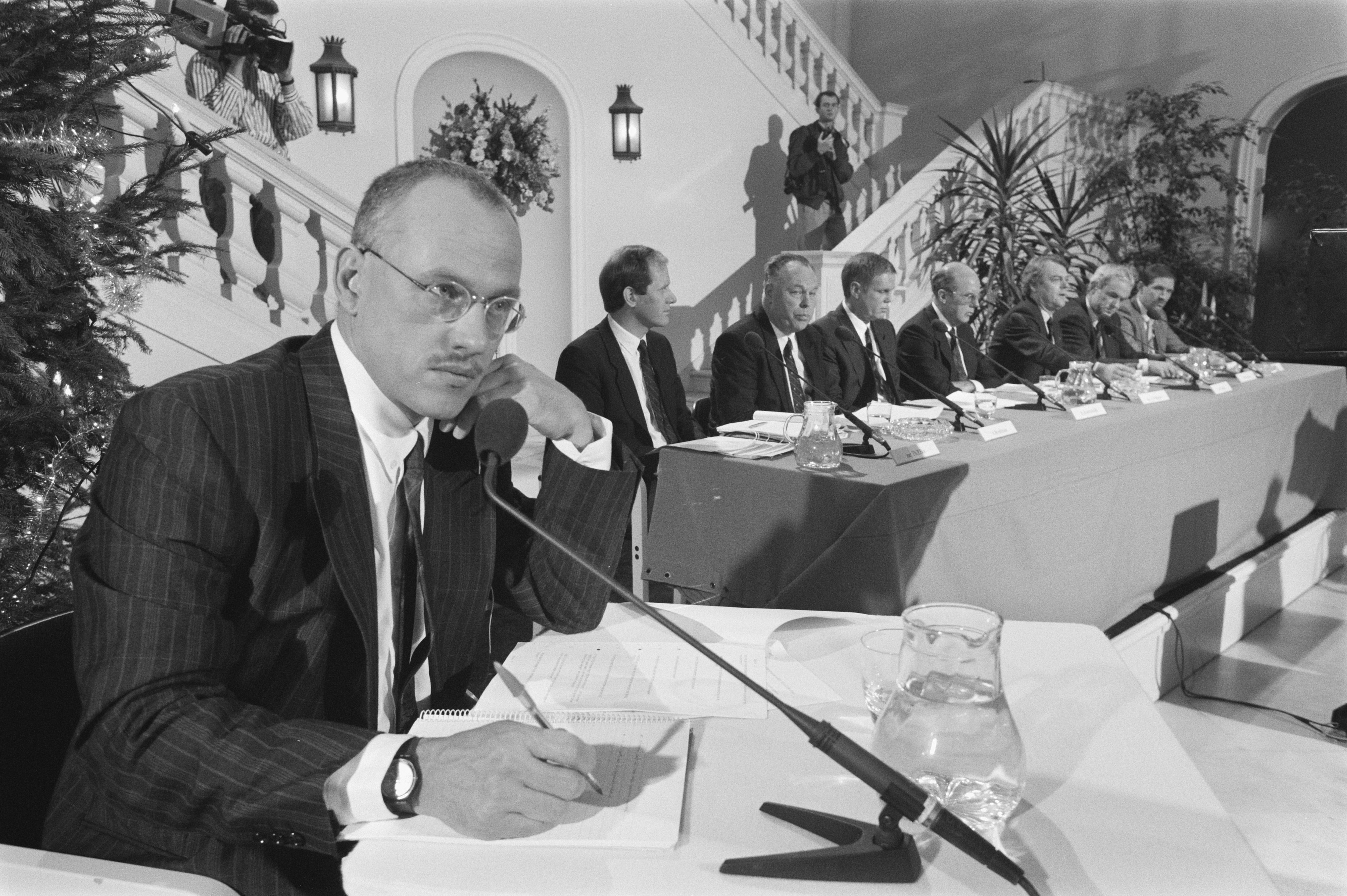
Van de Graaf bij een persconferentie in het gemeentehuis van Bloemendaal voor Opsporing verzocht 1987

Vanaf 1986 presenteerde hij ook Televizier, verleende medewerking aan Opsporing verzocht en van 1996 tot 2004 Netwerk. In 2004 vertrok hij naar TweeVandaag, het latere EenVandaag. In 2006 en 2007 presenteerde Van de Graaf de zesde en zevende reeks van het populaire amusementsprogramma Wie is de Mol?

### Ontslag bij AVRO
Op 17 september 2007 stapte Van de Graaf, volgens eigen zeggen 'in goed overleg', op bij de AVRO. Volgens de directie kwam zijn journalistieke onafhankelijkheid in het geding in combinatie met zijn werk als directeur "corporate communicatie" van het energiebedrijf Econcern. Aangezien zijn contract nog zou lopen tot eind 2009, kreeg hij hiervoor een ontslagvergoeding mee van € 544.000. De hoogte van dit bedrag leidde tot enige publiciteit en tot Kamervragen.

### Omroep MAX
In 2010 presenteerde hij voor Omroep MAX het programma Iedereen kan internetten.

## Persoonlijk leven
Van de Graaf leed de laatste jaren van zijn leven aan de ziekte van Alzheimer en overleed op 14 november 2023 op 72-jarige leeftijd.
- International Standard Name Identifier: 0000 0003 6915 6778
- Virtual International Authority File: 282739257